# Acanthonchus cobbi
Acanthonchus cobbi is een rondwormensoort uit de familie van de Cyatholaimidae. De wetenschappelijke naam van de soort is voor het eerst geldig gepubliceerd in 1951 door Chitwood.